# Le Chesne (Eure)
Le Chesne ist eine Ortschaft und eine Commune déléguée in der französischen Gemeinde Marbois mit 629 Einwohnern (Stand: 1. Januar 2018) im Département Eure in der Region Normandie (vor 2016 Haute-Normandie). 
Mit Wirkung vom 1. Januar 2016 wurden die früheren Gemeinden Chanteloup, Les Essarts, Saint-Denis-du-Béhélan und Le Chesne zu einer Commune nouvelle mit dem Namen Marbois zusammengelegt. Die Gemeinde Le Chesne gehörte zum Arrondissement Bernay (bis 2017 Arrondissement Évreux), zum Kanton Breteuil und zum Kommunalverband Normandie Sud Eure. 

## Geografie

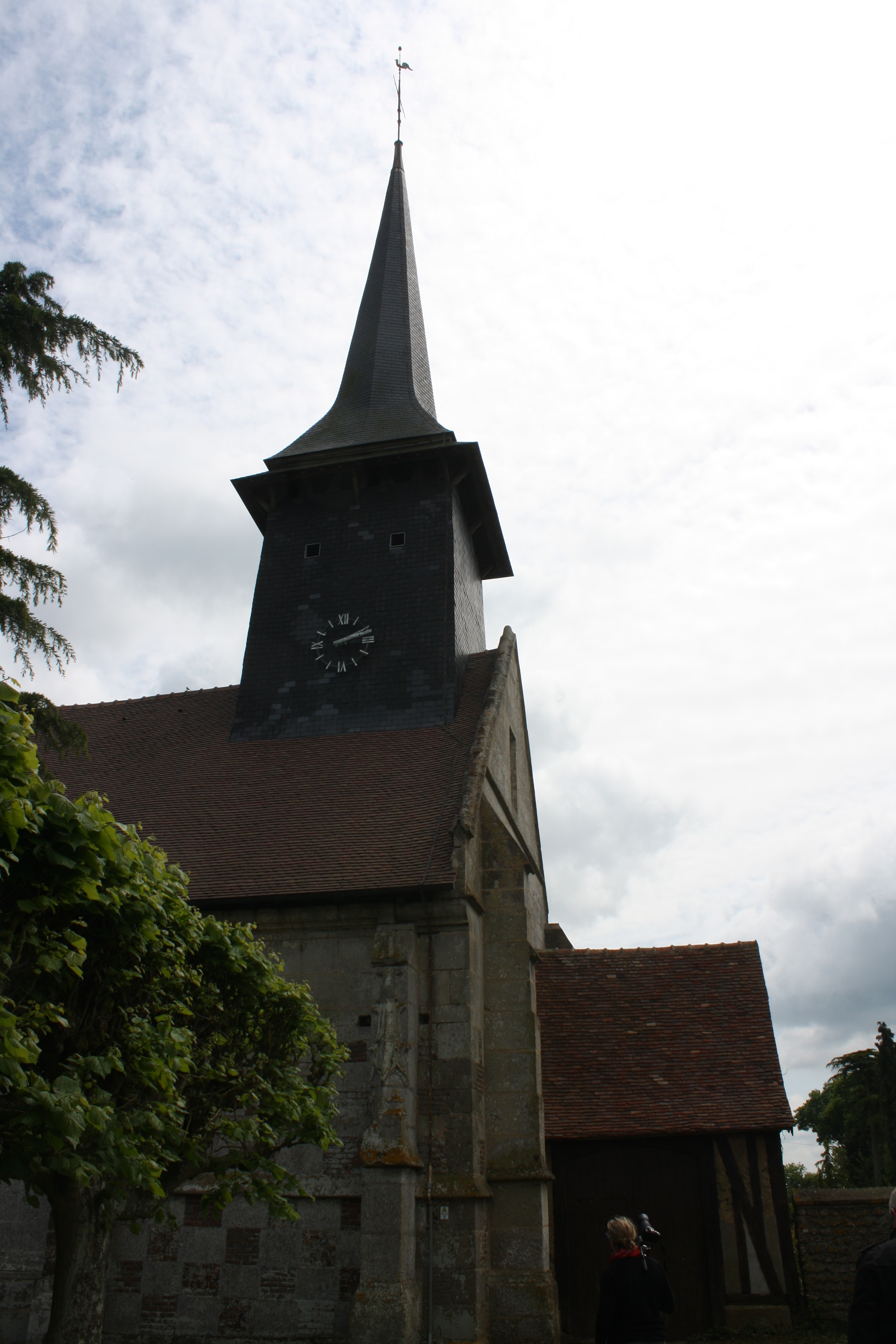
Kirche Notre-Dame

Le Chesne liegt etwa 20 Kilometer südwestlich von Évreux.

## Bevölkerungsentwicklung
| 1962                       | 1968 | 1975 | 1982 | 1990 | 1999 | 2006 | 2013 | 2018 |
| -------------------------- | ---- | ---- | ---- | ---- | ---- | ---- | ---- | ---- |
| 336                        | 307  | 324  | 335  | 382  | 411  | 490  | 591  | 629  |
| Quellen: Cassini und INSEE |      |      |      |      |      |      |      |      |

## Sehenswürdigkeiten
- Kirche Notre-Dame
- Schloss Poligny
- Schloss Le Chesne
- Herrenhaus La Vert-Chaisne
- Herrenhaus La Vallée
- La Motte